# La vie ne m'apprend rien
Singles de Daniel Balavoine
Lipstick Polychrome
(1980) Je ne suis pas un héros
(1980)
Pistes de Un autre monde
Détournement
(6) Allez hop !
(8)
La vie ne m'apprend rien est une chanson écrite, composée et interprétée par Daniel Balavoine. Elle figure sur l'album Un autre monde, sorti fin 1980. Elle fut commercialisée en single dans une version live issue du concert du chanteur à l'Olympia en 1981, mais n'est pas un véritable succès dans l'immédiat, devant attendre la reprise de Liane Foly en 1999 pour devenir un tube.
La chanson est utilisée, comme générique de fin, du film Le monde est à toi en 2018, ainsi que dans le film Volontaire réalisé par Hélène Fillières en 2018.

## Classement
| Classement (2011)                          | Meilleure place |
| ------------------------------------------ | --------------- |
| Belgique (Wallonie Back Catalogue Singles) | 18              |

| Classement (2016) | Meilleure place |
| ----------------- | --------------- |
| France (SNEP)     | 112             |

## Reprises
La chanson sera reprise par trois artistes :
- Julie Pietri qui rend hommage à Daniel Balavoine en décembre 1987 lors de ses concerts à l'Olympia.
- Liane Foly qui en fait un tube en 1999, premier single de son album Acoustique.
- Florent Pagny reprend également cette chanson durant l'émission Balavoine évidemment en hommage au chanteur diffusée le 17 juin 2011 sur TF1 et sur l'album Balavoine(s), paru en 2016[4]. Il interprète également la chanson lors de l'émission Génération Balavoine le 9 janvier 2016, toujours sur TF1.